# Knight Squad
Knight Squad è una serie televisiva statunitense creata da Sean Cunningham e Marc Dworkin. La serie ha esordito su Nickelodeon il 19 febbraio 2018 con una breve anteprima, per poi proseguire col primo episodio ufficiale il 20 febbraio 2018. La serie vede la partecipazione di Owen Joyner, Daniella Perkins, Lilimar, Lexi DiBenedetto, Amarr M. Wooten, Savannah May e Kelly Perine. In Italia è andata in onda su Nickelodeon dal 18 giugno 2018.
La serie è terminata il 20 aprile 2019 su Nickelodeon negli Stati Uniti D’America.

## Trama
In una "scuola magica per cavalieri in allenamento" nel regno di Astoria, due studenti molto diversi, Arc, un ladro di stirpe umile, e Ciara, una principessa che ha due personalità, formano un patto per conservare i reciproci segreti, seguire i loro sogni di cavalieri e di volta in volta affrontare nemici, tra cui il malvagio Ryker, l'ex-re tirannico di Astoria.

## Personaggi e interpreti

### Personaggi principali (st.1-2)
- Arc, interpretato da Owen Joyner.
 Un vagabondo che bara e si fa strada nella scuola dei cavalieri, nella squadra di Phoenix (in italiano “squadra fenice”). Scoprirà il segreto di Ciara nell'ep.1x1.
- Ciara, interpretata da Daniella Perkins
Una principessa che indossa un anello speciale per travestirsi in modo da poter frequentare segretamente la scuola di cavaliere e far parte della squadra di Phoenix. È brava e gentile, ma a volte è vanitosa e decisamente fiera di se stessa.
- Sage, interpretata da Lilimar Hernandez.
Una studentessa della scuola che è rivale di Ciara e membro della Kraken Squad (in italiano “squadra kraken”). È cattiva con tutti, a volte anche con l'amica Buttercup, ma nasconde un buon cuore.
- Prudence, interpretata da Lexi Di Benedetto
Una studentessa che è "un quarto di gigante" e che è nella squadra di Phoenix con Arc, Ciara e Warwick. Scopre il segreto di Ciara nell'ep. 2x1 dopo che, nell'ep. 1x20, con il passaggio segreto arriva nella stanza della principessa.
- Warwick, interpretato da Amarr M. Wooten.
Uno studente che è nella squadra di Phoenix con Arc, Ciara e Prudence, ma che è considerato il peggior studente dei cavalieri della scuola; è il fratello maggiore di Fizzwick ed è il primo cavaliere-mago. Nell'ep 2x2 scopre il segreto di Ciara e Arc.
- Buttercup, interpretata da Savannah May
Una studentessa della scuola che è il seguace di Sage e un membro della Kraken Squad. È molto tonta e gentile.
- Sir Gareth, interpretato da Kelly Perine.
Un cavaliere che è un insegnante alla scuola dei cavalieri. Ha perso una mano, un occhio e altre parti del corpo, ma è comunque fisicamente abile.

### Personaggi secondari (st.1-2)
- Fizzwick interpretato da Seth Carr

È il fratello minore di Warwick, arrivato nel secondo episodio, e spesso svolge favori a Sir Gareth. Dopo l'episodio speciale Un ladro nella notte, tiene con sé uno sbavapuzzolo (una bestiola dei boschi di Astoria) di nome Puzzwick.
- Il Re interpretato da Jason Sim-Prewitt

È il padre iperprotettivo della principessa Ciara e della cavalier Eliza ed è molto giovanile, divertente e drammatico nelle situazioni importanti. Cambia corona in base al suo umore, all'evento della giornata o alla situazione. Ama molto mangiare, specialmente la pizza e i dolci, tra cui la Torta Reale a 100 strati in onore del suo compleanno.
- Mago Hogancross interpretato da Fred Gandy

È il più potente mago del mondo ed è stato lui a creare i Cristalli di Sangue di Drago e a nascondere l'Armatura di Astoria. In alcuni episodi dimostra che Sir Gareth gli sta un po' antipatico e che la sua ambizione è fare i muscoli. Ha quasi 1000 anni, infatti è vivo da quando c'era il primo re d'Astoria.

### Guest star
- Maga Sputacchiona interpretata da Mary Passeri (guest 1-2)

È una maga ed è la direttrice e insegnante della scuola dei maghi. Il suo nome è dovuto allo sputare ogni volta che parla.
- Jimbo interpretato da Tenzing Norgay Trainor (guest 1)

È un ex-membro della Squadra Fenice ed è stato rinchiuso per cira un anno in una grotta puzzolente. Questo è accaduto mentre raccoglieva dei frutti freschi per una crostata, infatti è un ottimo pasticcere. Tornato, prende il posto di Arc nella Fenice. Infatti egli vuole vendicarsi di Ciara, Warwick e Prudence e rinchiude Arc, che aveva scoperto il piano, nella grotta. Alla fine viene arrestato e Arc ritorna nella Fenice. Ricompare nell'episodio Il compleanno del re dove viene fatto evadere per creare la torta reale a 100 strati, la cui ricetta la sanno solo la principessa Eliza e lui, ma li inganna e fa una torta ghiacciata per congelare tutt'Astoria. Così con la glassa ghiaccia la Squadra Fenice, che però si riesce a liberare e a sconfiggerlo facendogli mangiare la torta e ghiacciandolo.
- Ryker interpretato da Geno Segers (guest 1)

È un malvagio tiranno ed ex-re di Astoria. A causa della sua dittatura e tirannia, è stato bandito e il mago Hogancross ha creato i Cristalli di Sangue di Drago per formare una barriera e impedirlo, insieme alla sua armata, di riconquistare Astoria. Nell'episodio speciale Un ladro nella notte la sua armata, capeggiata dalla malvagia Ambala, entra in Astoria dopo che Puzzwick ha rubato un cristallo, ma Ryker non riesce a salire sul trono. Nell'episodio speciale Fine di un cavaliere, invece, dopo aver soggiogato la principessa Eliza, Sir Gareth, il mago Hogancross ed altri cavalieri, si autoproclama re ma verrà ben presto sconfitto, privato dell'armatura di Astoria e rimarrà nel mondo futuro (nel crossover Knight & Danger con la serie televisiva Henry Danger).
- Eliza interpretata da Sydney Park

È la principessa primogenita del re. È anche un cavaliere e da prima dell'inizio della serie va in missione contro Ryker. Ma a causa della sua influenza (il marchio di Ryker) si mette contro la sorella, il padre ed Astoria. Alla fine la sorella la libererà dal marchio di Ryker.

## Produzione
Nickelodeon ha ordinato 20 episodi di Knight Squad nel maggio del 2017. La produzione è iniziata nell'ottobre 2017 e la serie è stata trasmessa dal febbraio 2018. Tenzing Norgay Trainor è apparso nella serie, interpretando Jimbo negli episodi Un ritorno inaspettato e Il compleanno del re. Il 27 luglio 2018 la serie viene rinnovata per una seconda stagione di 10 episodi.
La serie è stata ufficialmente cancellata da Nickelodeon il 1 febbraio 2019 a causa degli ascolti troppo bassi.

## Episodi
La prima stagione è andata in onda negli Stati Uniti dal 19 febbraio 2018 al 26 gennaio 2019 e la seconda dal 2 febbraio al 20 aprile 2019.
In Italia, la prima stagione è stata trasmessa dal 18 giugno 2018 al 13 dicembre 2018 e la seconda dal 13 maggio 2019 al 24 maggio 2019. Gli ultimi 3 episodi della prima stagione sono andati in onda prima TV mondiale in Italia a dicembre, mentre nel mese successivo negli Stati Uniti. La prima stagione della serie è stata trasmessa in chiaro su Super! dal 14 settembre 2020 al 1º dicembre 2020; la seconda è inedita.
| Stagione         | Episodi | Prima TV USA | Prima TV Italia |
| ---------------- | ------- | ------------ | --------------- |
| Prima stagione   | 20      | 2018-2019    | 2018            |
| Seconda stagione | 10      | 2019         | 2019            |